# Gnamptogenys grammodes
Gnamptogenys grammodes é uma espécie de formiga do gênero Gnamptogenys.